# Сузана Абрил
Сузана Абрил (на испански: Susana Abril) е испанска порнографска актриса, родена на 10 юни 1988 година в град Лас Палмас де Гран Канария, Испания.
Дебютира в порнографската индустрия през 2007 година, когато е на 19 години.

## Филмография
- Las fantasías de Nacho y Sophie Evans (2009)
- Mad Sex Party: Orgy Island (2009)
- Made in Xspana 2 (2008)
- Ein Schwanz ist mir nicht genug! (2008)
- Vernascht von miesen Schurken (2008)
- Vollgewichste Gangbang Schlampen 20 (2008)
- Diniofollando.com (2008)
- Los castings de Giancarlo 3 (2008)
- Parejas Follando En El Coche (2008)
- Sexparadies (2008)
- Casting morboso de un aficionado vigoroso (2007)
- Mujeres satisfechas 2 (2007)
- The Cast 2 (2007)